# Rödvingad papegoja
Rödvingad papegoja (Aprosmictus erythropterus) är en fågel i familjen östpapegojor inom ordningen papegojfåglar. IUCN kategoriserar arten som livskraftig.

## Utseende
Rödvingad papegoja är en bjärt ljusgrän papegoja med röda skuldror och blå övergump som syns tydligt i flykten, som i sig påminner om en stor duvas. Hanen har vidare svart rygg. 

## Utbredning och systematik
Rödvingad papegoja delas in i två underarter:
- A. e. coccineopterus (inklusive papua) – förekommer i Trans Fly-låglandet på södra Nya Guinea samt i norra Australien
- A. e. erythropterus – förekommer i det inre östra Australien

## Levnadssätt
Rödvingad papegoja hittas i en rad olika miljöer, men födosöker huvudsakligen i träd.

## Status och hot
Arten har ett stort utbredningsområde, men tros minska i antal, dock inte tillräckligt kraftigt för att den ska betraktas som hotad. Internationella naturvårdsunionen IUCN listar arten som livskraftig (LC).

## Bilder

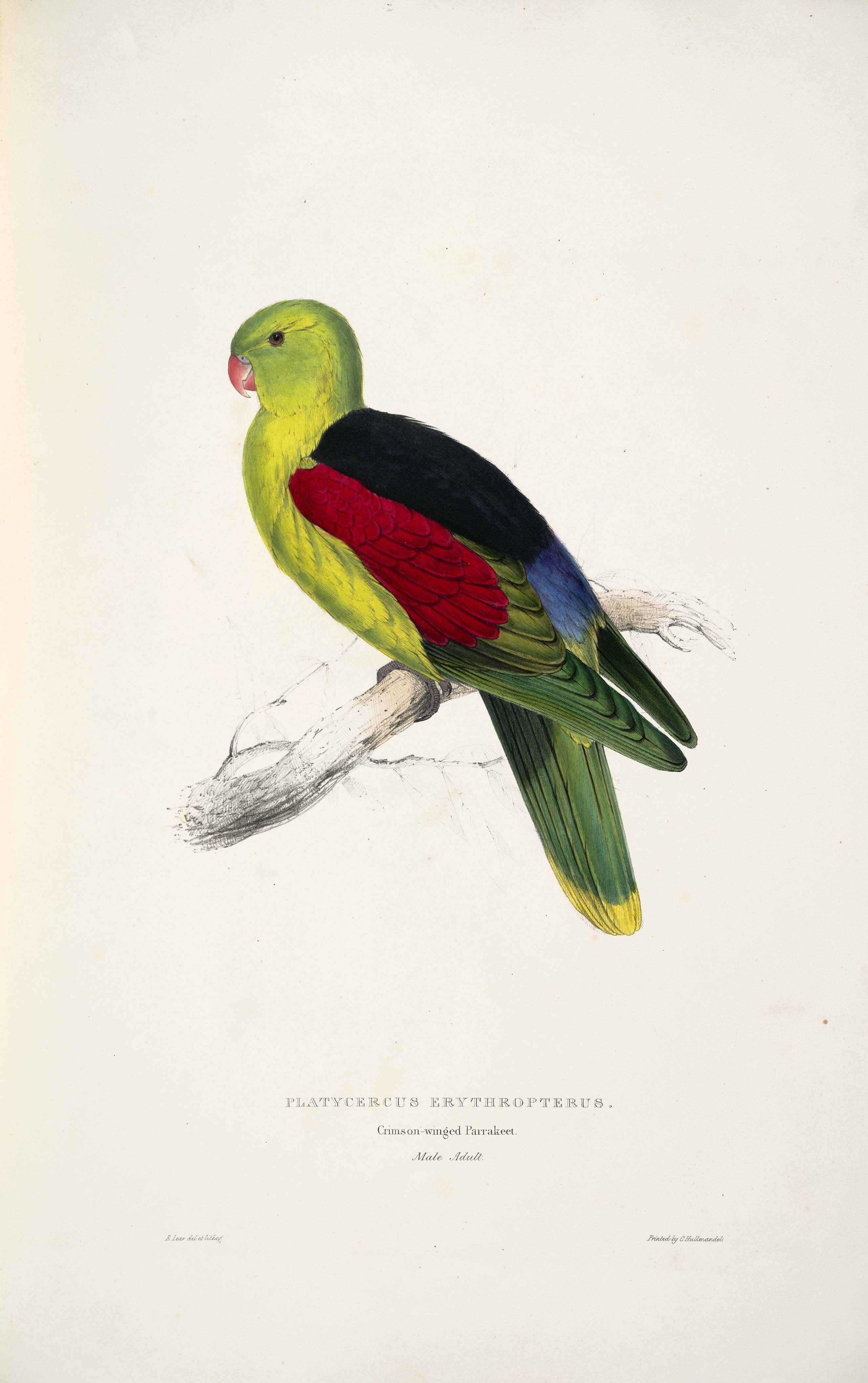
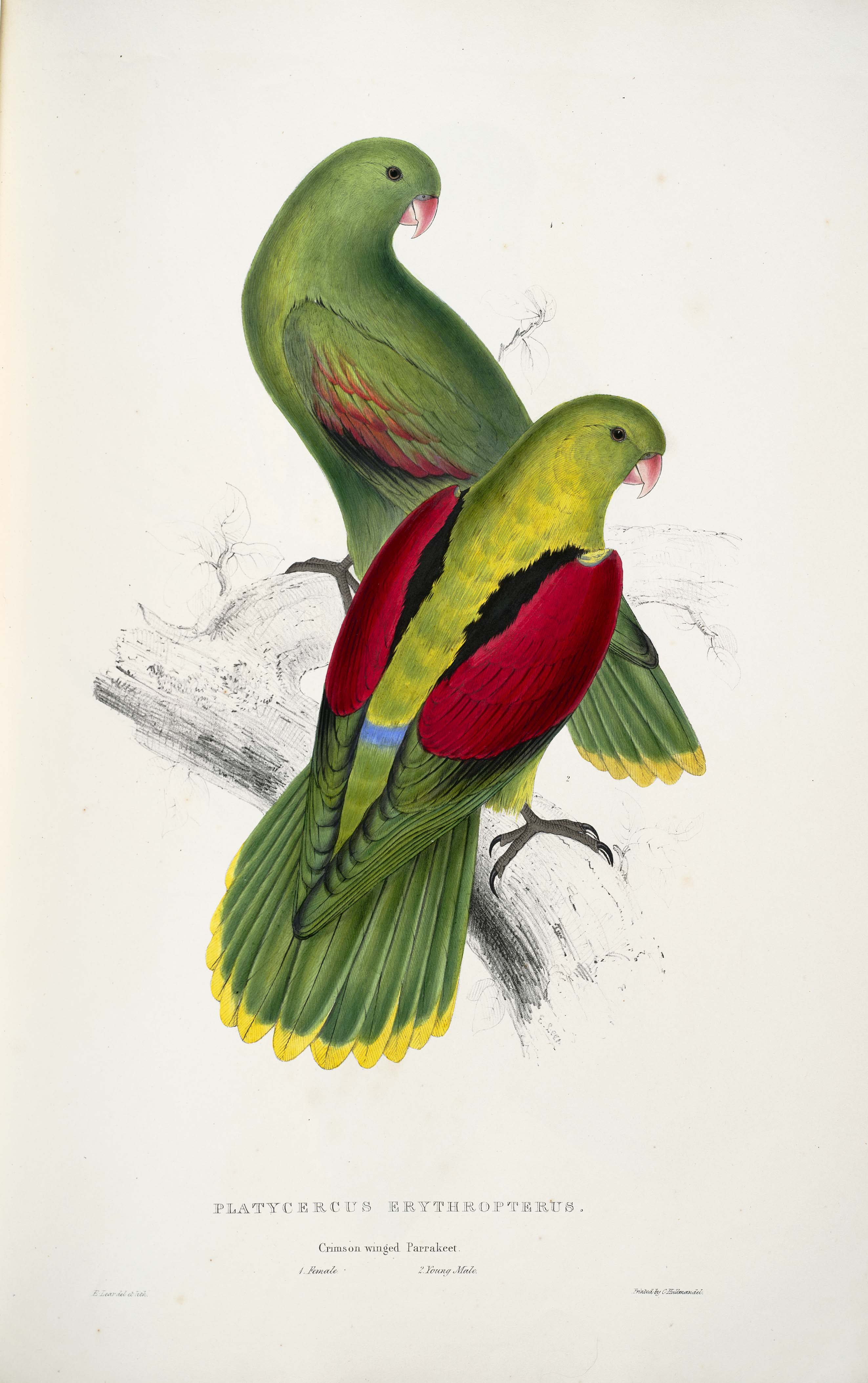
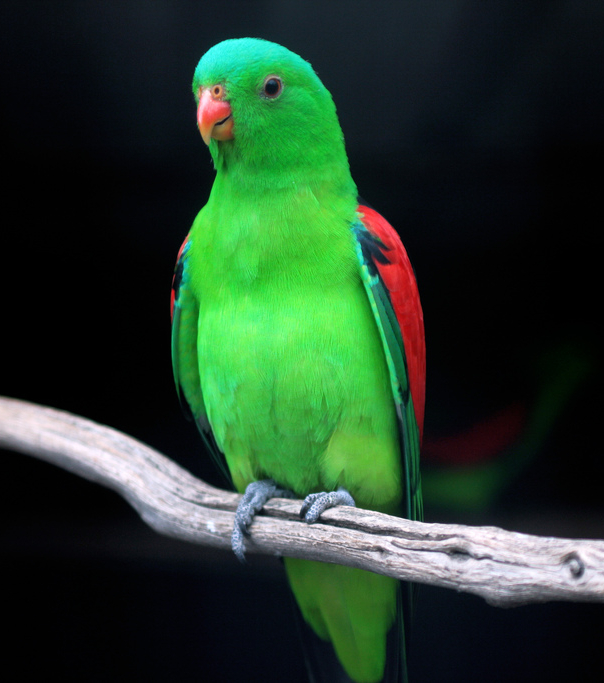
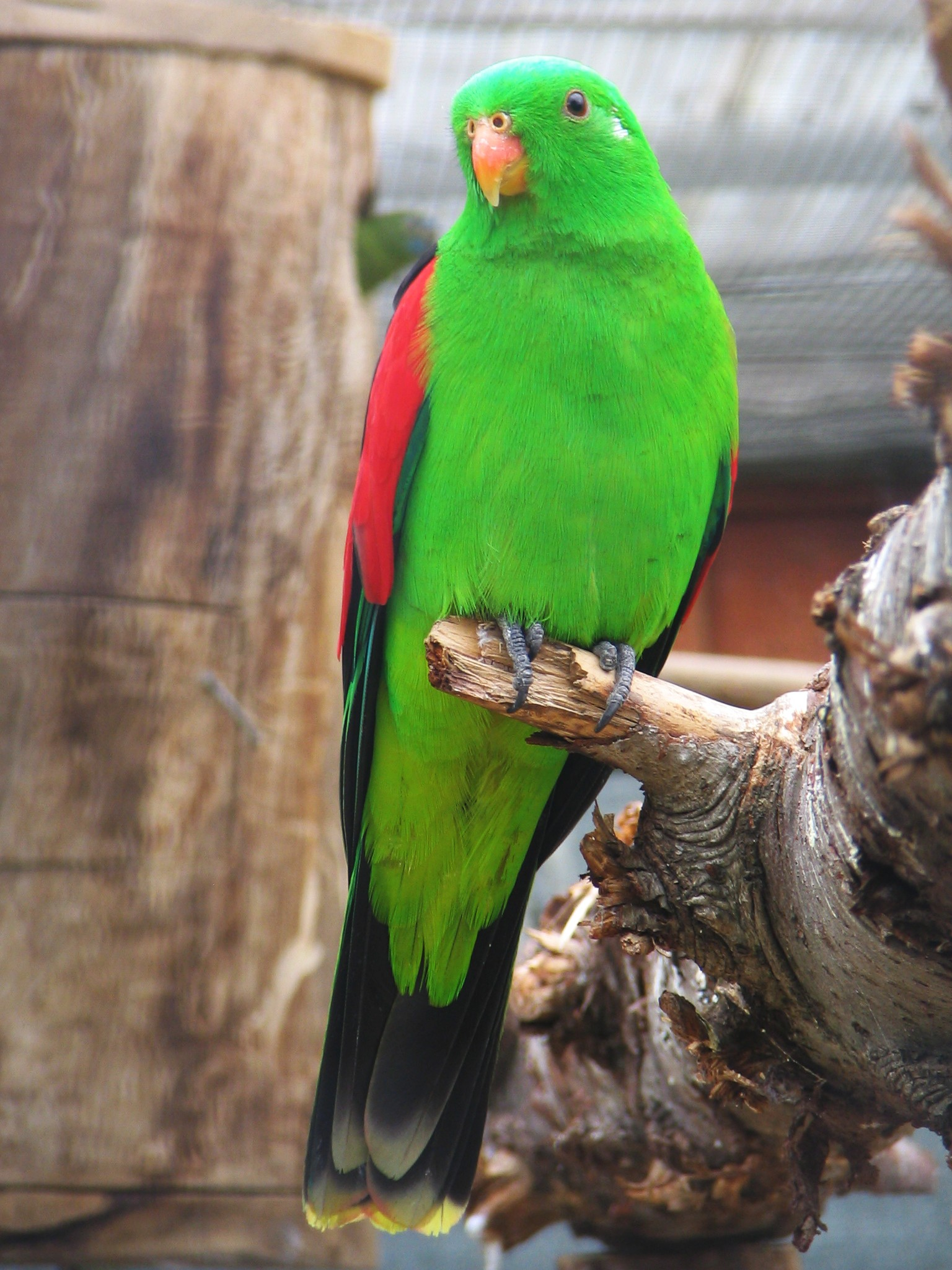
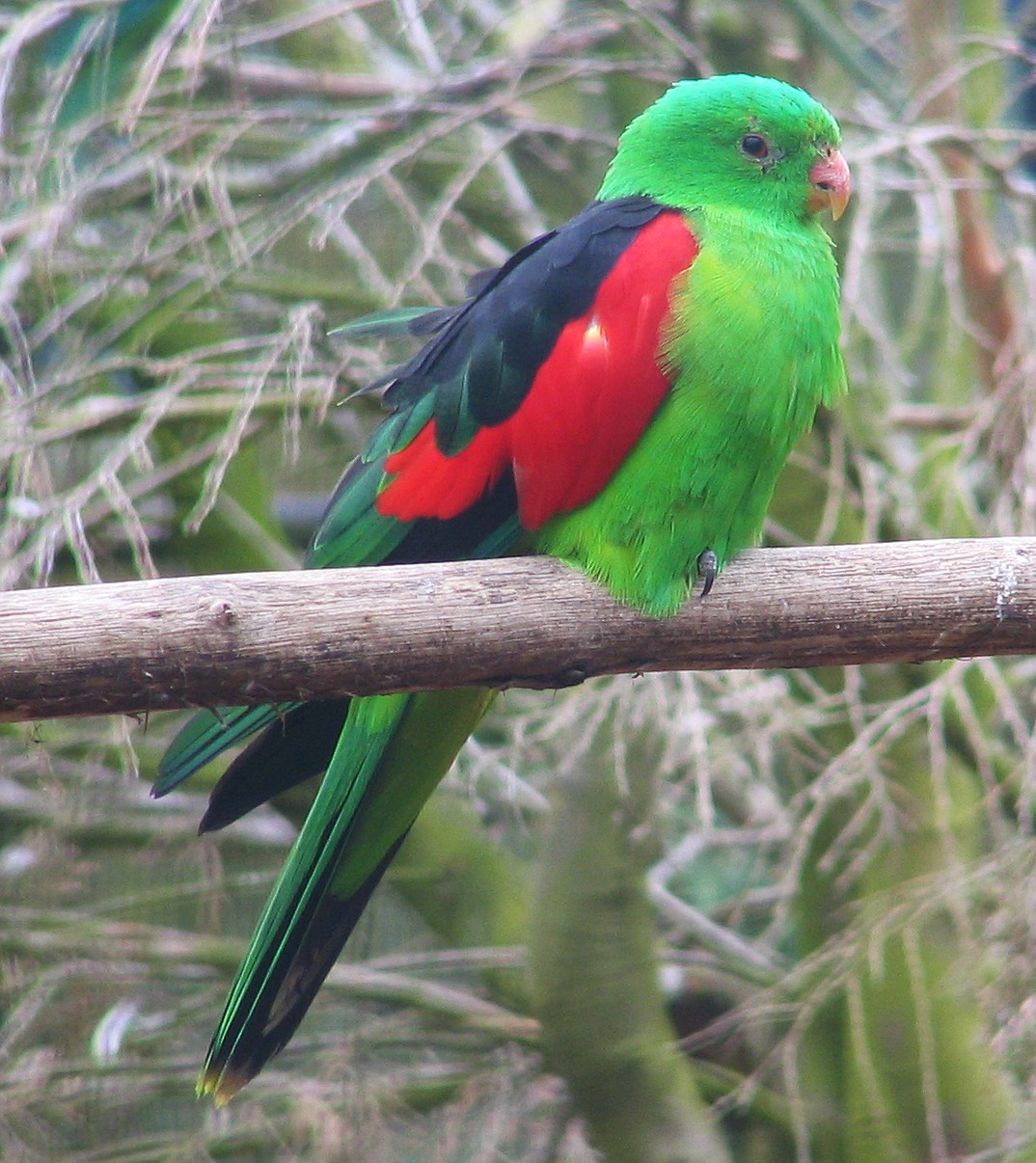
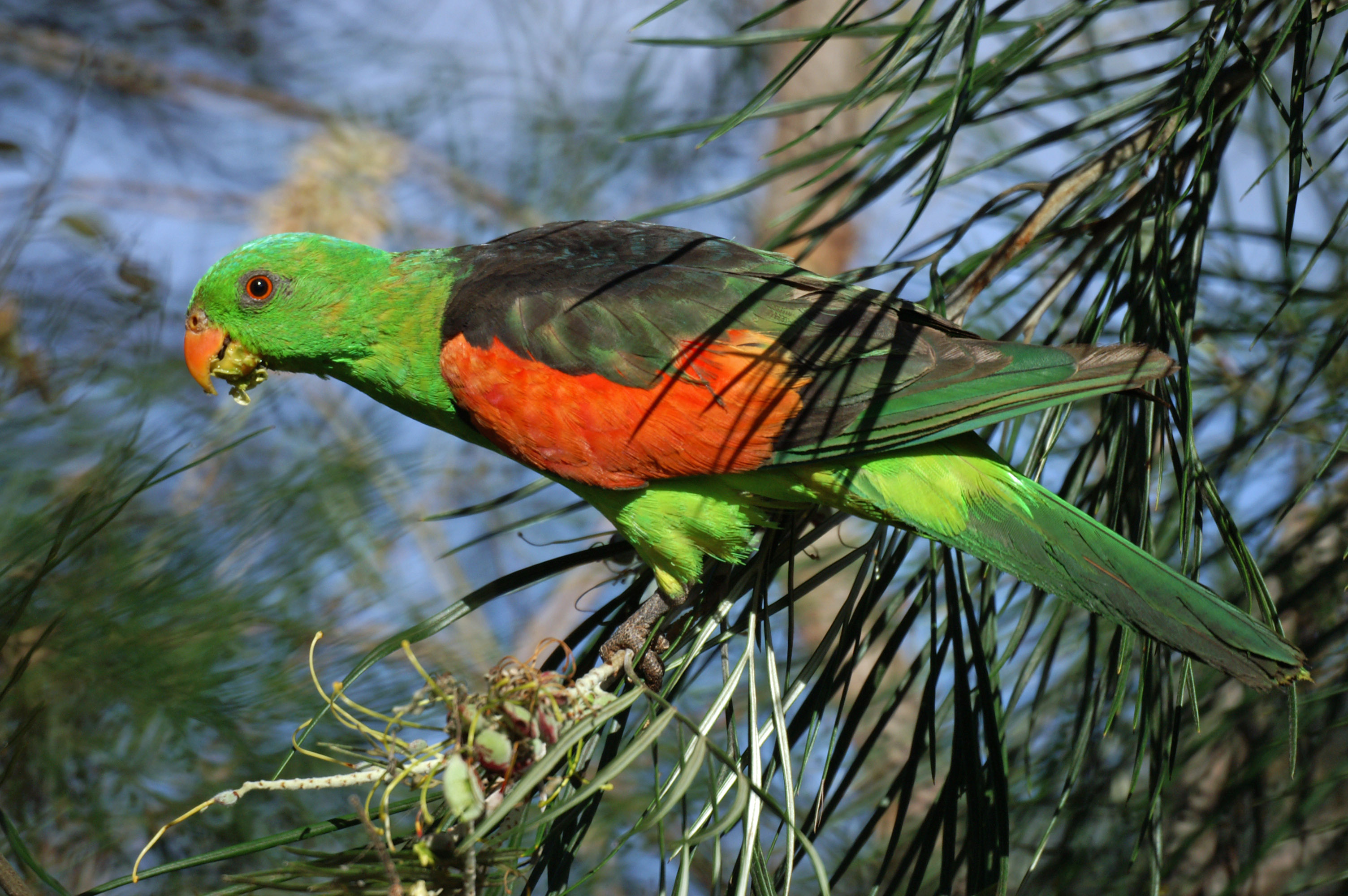
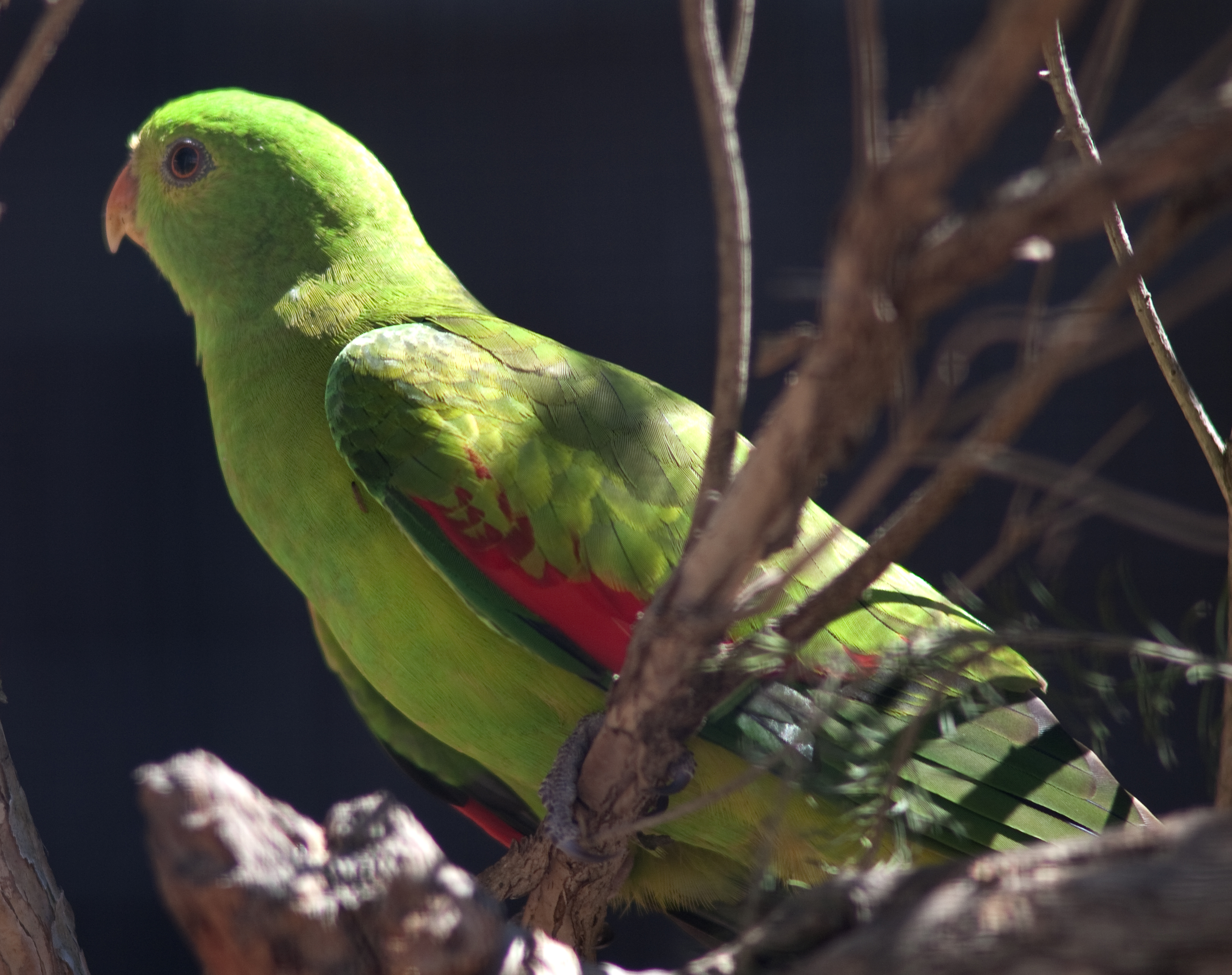
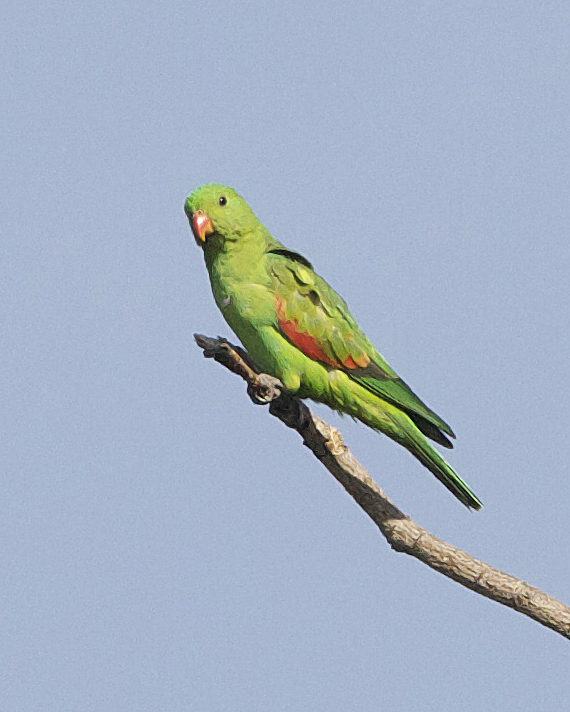
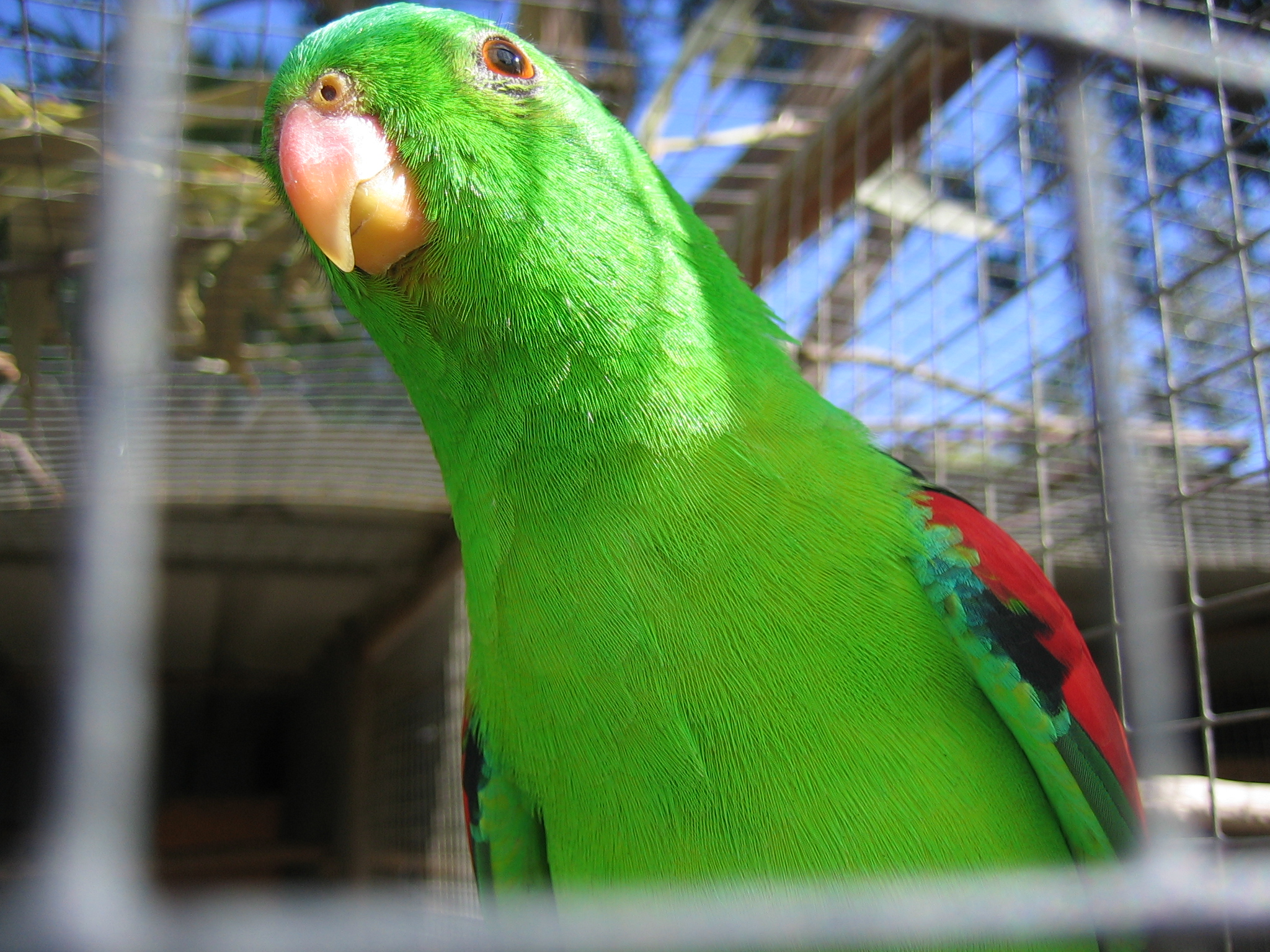